# Secret Treaties
| Recensione                        | Giudizio            |
| --------------------------------- | ------------------- |
| AllMusic                          | [ 3 ]               |
| Robert Christgau                  | B                   |
| The New Rolling Stone Album Guide | [ 5 ]               |
| Sputnikmusic                      | 4.5 (Superb)        |
| Piero Scaruffi                    | [ 7 ]               |
| Ondarock                          | (Disco consigliato) |
| Dizionario del Pop-Rock           | [ 9 ]               |
| 24.000 dischi                     | [ 10 ]              |
| Storia della musica               | [ 11 ]              |

Secret Treaties è il terzo album in studio del gruppo musicale statunitense Blue Öyster Cult, pubblicato nell'aprile del 1974.

## Descrizione
Il disco si compone di otto brani. Tra questi vi sono Career of Evil, scritta con Patti Smith, ME 262, che parla del jet tedesco Messerschmitt "Schwalbe" (lo stesso appare anche nella copertina), e Astronomy, reinterpretata successivamente dai Metallica e inclusa nel loro album Garage Inc. del 1998.

## Tracce
Lato A
1. Career of Evil – 3:54 (Albert Bouchard, Patti Smith)
2. Subhuman – 4:37 (Eric Bloom, Sandy Pearlman)
3. Dominance and Submission – 5:22 (Albert Bouchard, Eric Bloom, Sandy Pearlman)
4. ME 262 – 4:45 (Eric Bloom, Donald Roeser, Sandy Pearlman)

Lato B
1. Cagey Cretins – 3:15 (Albert Bouchard, Richard Meltzer)
2. Harvester of Eyes – 4:40 (Donald Roeser, Eric Bloom, Richard Meltzer)
3. Flaming Telepaths – 5:18 (Albert Bouchard, Eric Bloom, Sandy Pearlman, Donald Roeser)
4. Astronomy – 6:23 (Joe Bouchard, Albert Bouchard, Sandy Pearlman)

Tracce bonus nell'edizione CD del 2001
1. Boorman the Chauffer – 3:12 (Joe Bouchard, Murray Krugman)
2. Mommy – 3:32 (Eric Bloom, Richard Meltzer)
3. Mes Dames Sarat – 4:06 (A Lanier)
4. Born to Be Wild – 3:40 (M Bonfire)
5. Career of Evil – 3:00 (Albert Bouchard, Patti Smith)

## Formazione
Hanno partecipato alle registrazioni, secondo le note di copertina:
Gruppo
- Eric Bloom – voce solista, tastiere, chitarra stun
- Albert Bouchard – batteria, voce
- Joe Bouchard – basso, voce
- Allen Lanier – tastiera, chitarra ritmica, sintetizzatore
- Donald "Buck Dharma" Roeser – chitarra solista, voce

Produzione
- Murray Krugman e Sandy Pearlman – produttori
- Tim Geelan – ingegnere delle registrazioni
- Jerry Smith – secondo ingegnere delle registrazioni
- Lehman Yates e Lou Schlossberg – recordists
- Ron Lesser – artwork copertina album originale
- John Berg – design copertina album originale